# Frank Weston Benson
Frank Weston Benson (ur. 24 marca 1862 w Salem, Massachusetts, USA, zm. 15 listopada 1951, tamże) – amerykański malarz, przedstawiciel impresjonizmu. Członek założyciel ugrupowania Ten American Painters, członek American Academy of Arts and Letters, American Academy of Arts and Sciences i The Guild of Boston Artists. 
„Najbardziej obsypany medalami malarz Ameryki”, znany z nastrojowych, impresjonistycznych przedstawień postaci kobiecych umieszczanych na szczytach wzgórz.

## Życiorys
Frank Weston Benson urodził się w Salem w stanie Massachusetts jako drugie z sześciorga dzieci zamożnego kupca bawełny z Bostonu, George’a Wiggina Bensona i Elizabeth Frost Poole. 
Z wyjątkiem kilku lat spędzonych na studiach za granicą, całe życie mieszkał w rodzinnym mieście. W 1880 rozpoczął studia artystyczne w School of Drawing and Painting przy Museum of Fine Arts w Bostonie pod kierunkiem niemieckiego profesora Emila Otto Grundmanna. Wśród jego kolegów byli przyszli impresjoniści i członkowie Ten American Painters Robert Reid i Edmund Tarbell. Benson miał się stać jednym z czołowych amerykańskich artystów z drugiej poł. XIX i pierwszej poł. XX w., cenionym za swój indywidualny styl malarski. 
W 1883 Benson wyjechał na trzy lata do Paryża, gdzie studiował na Académie Julian pod kierunkiem Bouguereau i Lefebvre’a. Lato 1884 spędził w kolonii „artystów nadmorskich” w Concarneau, w Bretanii, na zachodnim wybrzeżu Francji, a później odwiedził Niemcy, Włochy i Anglię. 
Wczesne prace Bensona stanowiły sceny marynistyczne i wiejskie. W 1885 wystawił swój duży obraz Po burzy After the Storm (1884; kolekcja prywatna). Po powrocie do Ameryki otworzył pracownię w Salem przy Chestnut Street i zaczął malować portrety rodziny i przyjaciół. 
Później przez dwa lata pracował jako portrecista i nauczyciel w Portland i Maine specjalizując się w rysowaniu portretów kobiet z wyższych sfer, umieszczonych w spokojnych, domowych wnętrzach.
W 1888 roku Benson ożenił się z Ellen Perry Benson Peirson, z którą miał czworo dzieci: Eleanor, George, Elizabeth, i Sylvie. Namalowany wówczas przez niego obraz olejny, przedstawiający żonę ubraną w suknię ślubną, jest reprezentatywny dla tamtego okresu jego twórczości. Świadczy on nie tylko o przyswojeniu techniki akademickiej, której tajniki Benson opanował w Académie Julian, ale również o jego własnym, coraz silniejszym akcentowaniu efektu światła na płótnie. Obraz odznacza się maestrią techniczną, a przy tym emanuje z niego ciepła, emocjonalna więź, istniejąca pomiędzy modelką a artystą. W 1889 Benson otrzymał posadę wykładowcy w Boston Museum. W tym samym roku w siedzibie Society of American Artists miała miejsce pierwsza amerykańska wystawa jego prac. W 1889 razem z Tarbellem wziął udział w kolejnej wystawie w J. Eastman Chase Gallery w Bostonie. Benson zyskał wiele dowodów uznania dla swoich prac, w tym liczne nagrody, jak National Academy of Design’s Hallgarten Prize w 1889 za akt zatytułowany Orpheus (kolekcja prywatna), Clarke prize w 1891 za Zmierzch, czy medal za udział w World Columbian Exposition w Chicago (1893).
Szukając własnego stylu Benson spędził w okresie od końca lat 80. do połowy lat. 90. XIX w. kilka letnich wakacji w Dublinie, w stanie New Hampshire. W jego ówczesnych pracach dostrzegane są wpływy Vermeera, Meissoniera i Chase’a.
W 1896 Benson udekorował sufity i ściany w nowej Bibliotece Kongresu Stanów Zjednoczonych malując murale Trzy Gracje i Cztery pory roku. W tym samym roku otrzymał nagrodę Shaw od Stowarzyszenia Amerykańskich Artystów za alegorię Lato.

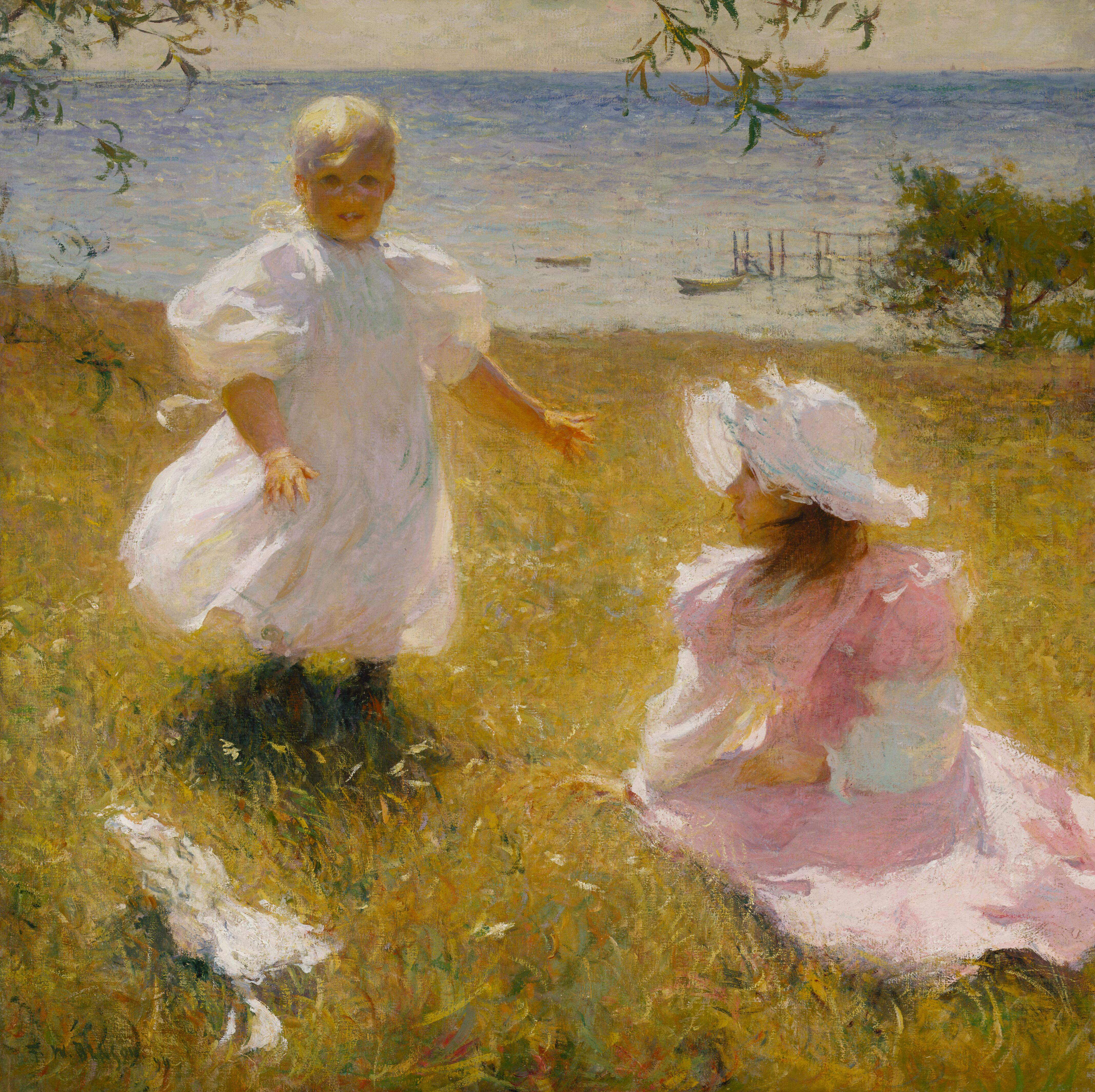
Siostry (1899, kolekcja prywatna), jeden z pierwszych obrazów, które przyniosły Bensonowi rozgłos

W 1898 założył, razem z innymi artystami, ugrupowanie Ten American Painters. Nazwa ugrupowania pochodzi od katalogu pierwszej wystawy trzech artystów z Bostonu i siedmiu z Nowego Jorku: „Ten American Painters”. Członkowie ugrupowania szybko zdobyli rozgłos jako amerykańscy impresjoniści, w nawiązaniu do ich francuskich prekursorów.
Krótko przed 1900 Benson zaczął uprawiać malarstwo plenerowe. Jego pierwsze znaczące prace z tego okresu to Dzieci w lesie (1898, kolekcja prywatna) i Siostry (1899, kolekcja prywatna). Oba obrazy zostały namalowane w pełnej kolorów technice impresjonistycznej. Obraz Siostry, do którego artyście pozowały jego dwie najmłodsze córki – Sylvia i Elizabeth – zdobył pierwsze miejsce na wystawie Carnegie Institute w listopadzie 1899 oraz medale w Paryżu w roku 1900, Buffalo w 1901 i St Louis w 1904. Sukces tych prac pomógł mu w rozwoju jego kariery artystycznej i przyczynił się do uzyskania przez niego miana „najbardziej obsypanego medalami malarza Ameryki”. W ciągu następnych dwudziestu lat namalował swoje najbardziej znane obrazy, przedstawiające jego żonę i córki ubrane w białe lub pastelowe sukienki, przedstawiane często na tle błękitnego nieba.

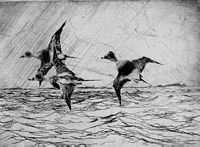
Kaczki lodówki, 1915, akwaforta

Późniejsze obrazy artysty odzwierciedlają jego zamiłowanie do przyrody, rybołówstwa i polowań. W 1913 zaprzestał nauczania i zaczął tworzyć akwaforty, przedstawiające głównie dzikie ptactwo. Jego pierwsza indywidualna wystawa grafik i suchorytów (1915) cieszyła się dużym zainteresowaniem. Po 1919 artysta poświęcił się malowaniu akwarelowych pejzaży, na które był wtedy duży popyt. 
Około 1919 Benson rozpoczął malowanie martwych natur. Wiele z tych eleganckich kompozycji składało się z przedmiotów zgromadzonych przez przodków artysty podczas ich morskich wypraw do Orientu. Te wyroby z porcelany, świeczniki, orientalne zasłony i haftowane, jedwabne obrusy, starannie wybrane przez artystę jako motyw jego wytwornych obrazów, znalazło potem swe miejsce w największych amerykańskich muzeach w charakterze eksponatów. Do malowania martwych natur artysta stosował nie tylko technikę olejną, ale również akwarelową; tej ostatniej używał do malowania martwych natur z kwiatami, pochodzącymi z ogrodów żony w New Haven
W 1919 Benson zdobył pierwszą nagrodę W.A. Clarke i Corcoran Gold Medal. W roku następnym w Corcoran Gallery of Art w Waszyngtonie zorganizowana została retrospektywna wystawa jego prac, natomiast duża, retrospektywna wystawa jego grafik miała miejsce w 1941 w nowojorskiej Guy Mayer Gallery.
W 1926 Benson został członkiem American Academy of Arts and Sciences.
Benson był aktywny niemal do końca życia; swoje studio w Bostonie utrzymywał do 1944, kiedy to powrócił do Salem, gdzie mieszkał aż do śmierci.

## Twórczość
Dzięki swoim obrazom, działalności pedagogicznej i aktywności w organizacjach zrzeszających profesjonalnych artystów, Benson stał się jednym z liderów rozwoju amerykańskiego impresjonizmu. W 1940 miał na swym koncie pejzaże, martwe natury, tematy sportowe i ornitologiczne, malowane olejem i akwarelą oraz wyryte na płytkach miedzianych. 
Do historii przeszedł jednak dzięki swym obrazom namalowanym przed 1920. Jego obrazy młodych kobiet w białych sukniach, stojących w kontemplacyjnych pozach na zboczach wzgórz, dały niepodważalną definicję jednego z aspektów amerykańskiego impresjonizmu.

Portrety kobiet w plenerze
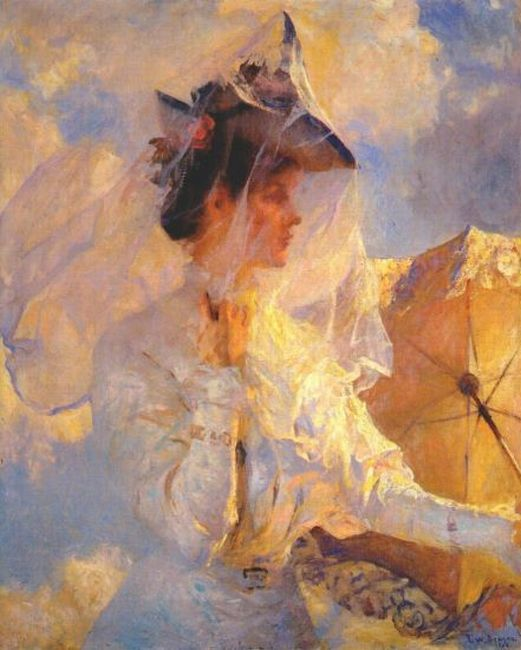
Na tle nieba, ok. 1910, kolekcja prywatna
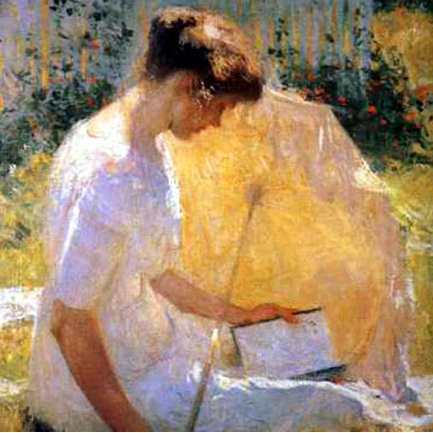
Czytelniczka, ok. 1910
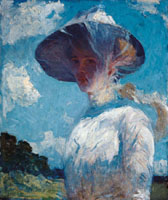
Studium młodej dziewczyny w welonie, ok. 1912, kolekcja prywatna
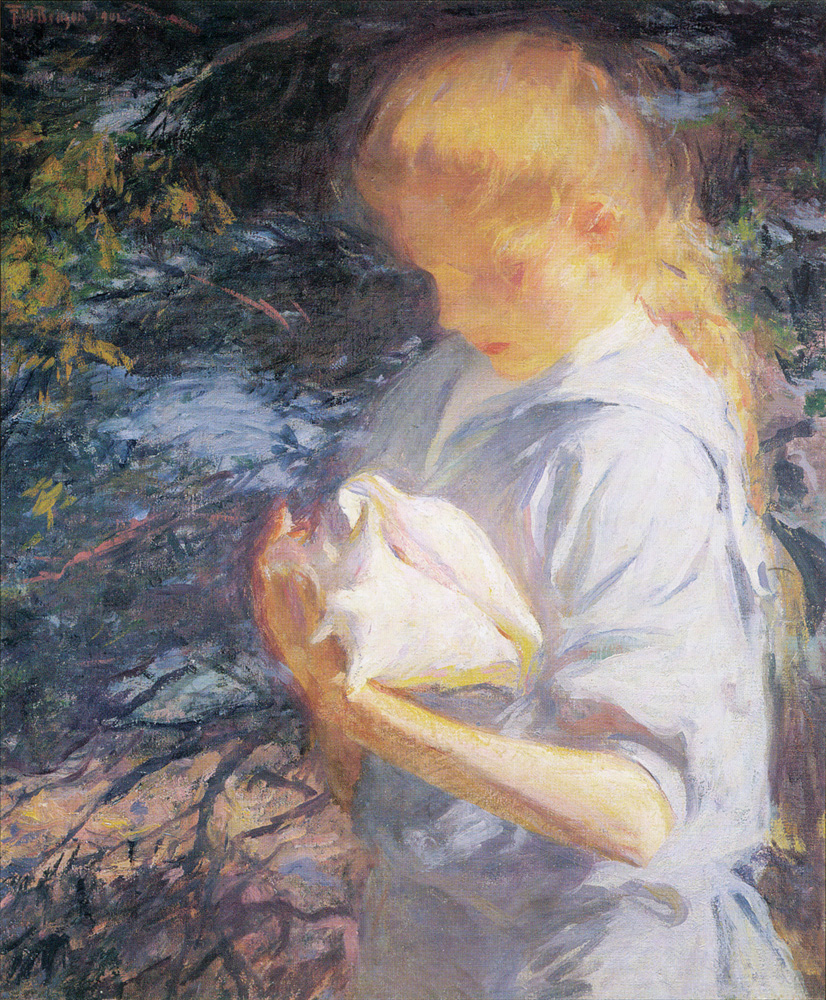
Eleanor trzymająca muszlę, 1902, kolekcja prywatna
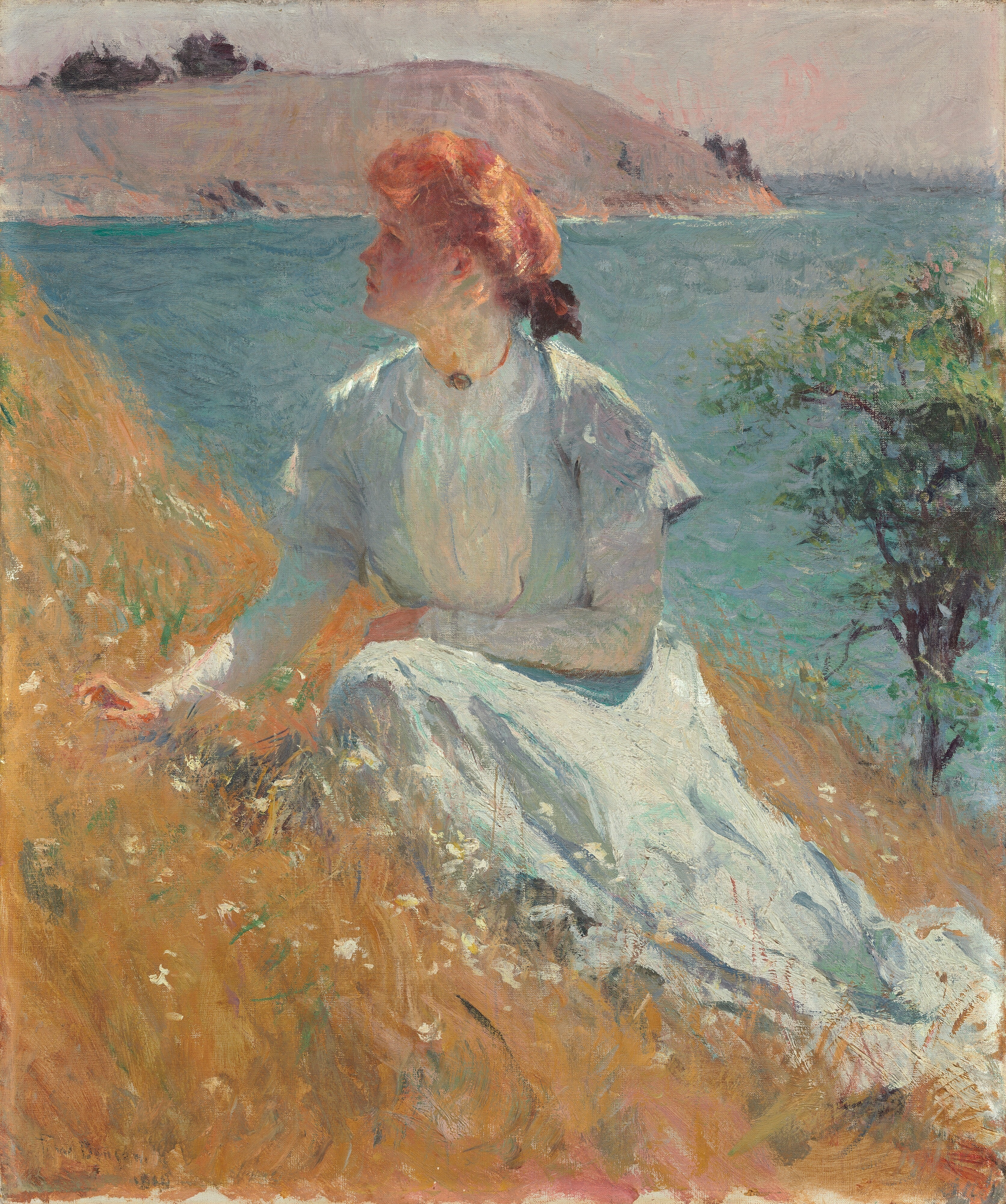
Margaret („Gretchen”) Strong, 1909, National Gallery of Art

Natomiast namalowane przez Bensona portrety, blisko spokrewnione charakterem z dziełami jego przyjaciela, Edmunda Tarbella, przedstawiającymi kobiety czytające lub szyjące w elegancko urządzonych wnętrzach, stały się wyróżnikiem tradycji, określanej jako bostońska.
Do 1898 Benson poruszał się w ramach stylistyki akademizmu, potem zdystansował się od niego i, razem z kolegami z Ten American Painters, poświęcił się promocji impresjonizmu w Ameryce.
Od samego początku amerykańska odmiana impresjonizmu, widoczna w pracach takich artystów jak James McNeill Whistler i Mary Cassatt, zgłębiała różnorodność stylową i tematyczną, oscylując pomiędzy urywanymi pociągnięciami pędzla i zagadnieniami chromatycznej analizy światła – zapoczątkowanymi przez Claude’a Moneta – a brawurową techniką i psychologicznymi penetracjami Johna Singera Sargenta. Styl Bensona, który dojrzał około 1898, był połączeniem techniki Moneta z jego własnymi, amerykańskimi motywami.

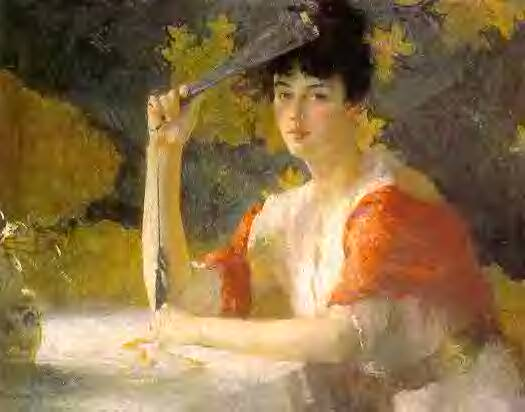
Czerwień i złoto, 1915, Butler Institute of American Art

Jak większość amerykańskich impresjonistów Benson był konserwatywny w swoim podejściu; malowane przez niego postacie solidnie wypełniają przestrzeń, a powierzchnia płótna, choć mieni się efektami światła odbitego, to nigdy nie rozpływa się w kolorystycznej mgle.
Przykładem tego typu malarstwa jest obraz przedstawiający młodą kobietę w czerwieni i złocie, która została umieszczona na tle czarno-złotej japońskiej zasłony. Uwagę widza przyciąga biała suknia kobiety i jaskrawy, czerwony szal, ale także detale: czarny wachlarz, elegancko trzymany ponad głową, zwisający z niego frędzel, umieszczony na tle kremowego przedramienia i złoty naszyjnik, leżący na obrusie, niedbale trzymany w lewej ręce. Całości kompozycji dopełnia klasyczna i urodziwa twarz kobiety, z czerwonymi ustami, rumianymi policzkami, czarnymi włosami i szczerym, nieco tęsknym wzrokiem skierowanym prosto w oczy widza.

## Zbiory
Prace Bensona znajdują się m.in. w: Addison Gallery of American Art, Art Institute of Chicago, Brooklyn Museum, Butler Institute of American Art, Cleveland Museum of Art, Detroit Institute of Arts, Fine Arts Museums of San Francisco, Harvard Art Museums, Indianapolis Museum of Art, Metropolitan Museum of Art, Museum of Fine Arts w Bostonie, National Gallery of Art, Pennsylvania Academy of the Fine Arts, Smart Museum of Art przy University of Chicago i Smithsonian American Art Museum and the Renwick Gallery.